# Holmby kyrka
Holmby kyrka är en kyrkobyggnad i Holmby. Den tillhör Eslövs församling i Lunds stift.

## Kyrkobyggnaden
Den ursprungliga kyrkan uppfördes före mitten av 1100-talet, troligtvis av Mårten stenmästare, verksam i Ringsjöområdet. Innan kyrkan revs dokumenterades den av Carl Georg Brunius som beskrev absidens speciella yttre dekor: "siras utvändigt med en hög bröstning och därpå stå vridna halfkolonner, som i förening med kragstenar uppbära dubbla båggesimser". Denna dekorstil av absider var speciell för Mårten stenmästare.
Den ursprungliga kyrkan bestod, förutom av absid i öster, av kor och långhus. Till långhuset uppfördes ca 1200 ett västtorn. I början av 1500-talet mottog kyrkan ett stort och påkostat krucifix, vilket fortfarande finns bevarat. På 1600-talet fick kyrkan ny inredning utförd av träsnidarna Jacob Kremberg och Statius Otto. Då ersattes kyrkans medeltida dopfunt av en i trä samtidigt som ny predikstol, altaruppsats och läktarbröstning tillkom.
Den nuvarande stenkyrkan med tresidig sakristia i öster uppfördes 1872–1873 efter Albert Törnqvists ritningar. Dock behöll man det ursprungliga kyrktornet. Vid tornets södra sida finns en figur som är huggen i ett stycke med pelaren i bågöppningen. Figuren bär på sin rygg upp fönsteröppningens mittpelare. Intill kyrktornet står Holmbystenen, en runsten från sen vikingatid.

## Orgel
- 1874 byggde Sven Fogelberg, Lund en orgel med 12 stämmor.
- Den nuvarande orgeln byggdes 1956 av Wilhelm Hemmersam, Köpenhamn och är en mekanisk orgel. Den omdisponerades 1965 av Anders Persson Orgelbyggeri, Viken, Höganäs kommun.

| Huvudverk I   | Svällverk II      | Pedal        | Koppel |
| Principal 8'  | Gedackt 8´        | Subbas 16´   | I/P    |
| Rörflöjt 8'   | Spetsgamba 8'     | Principal 8' | II/P   |
| Oktava 4'     | Rörflöjt 4'       | Nachthorn 4' | II/I   |
| Quinta 2 2/3' | Blockflöjt 2'     | Sordun 16'   |        |
| Oktava 2'     | Scharf 2 kor      |              |        |
| Mixtur 3 kor  | Regal 8'          |              |        |
| Rankett 16'   | Crescendosvällare |              |        |

## Galleri

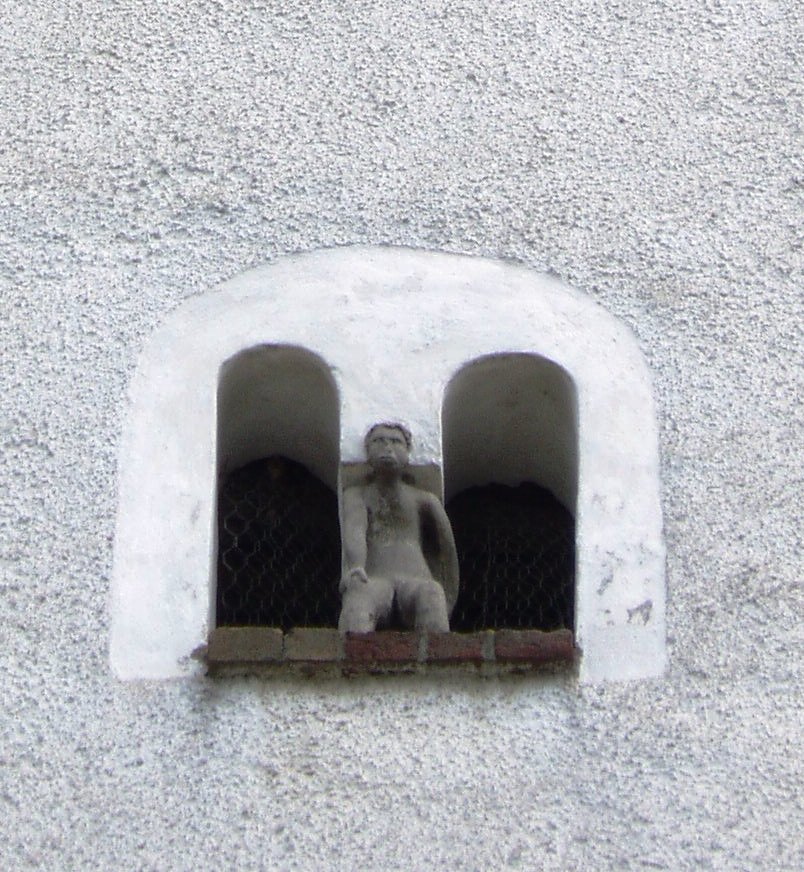
Figuren på södra sidan
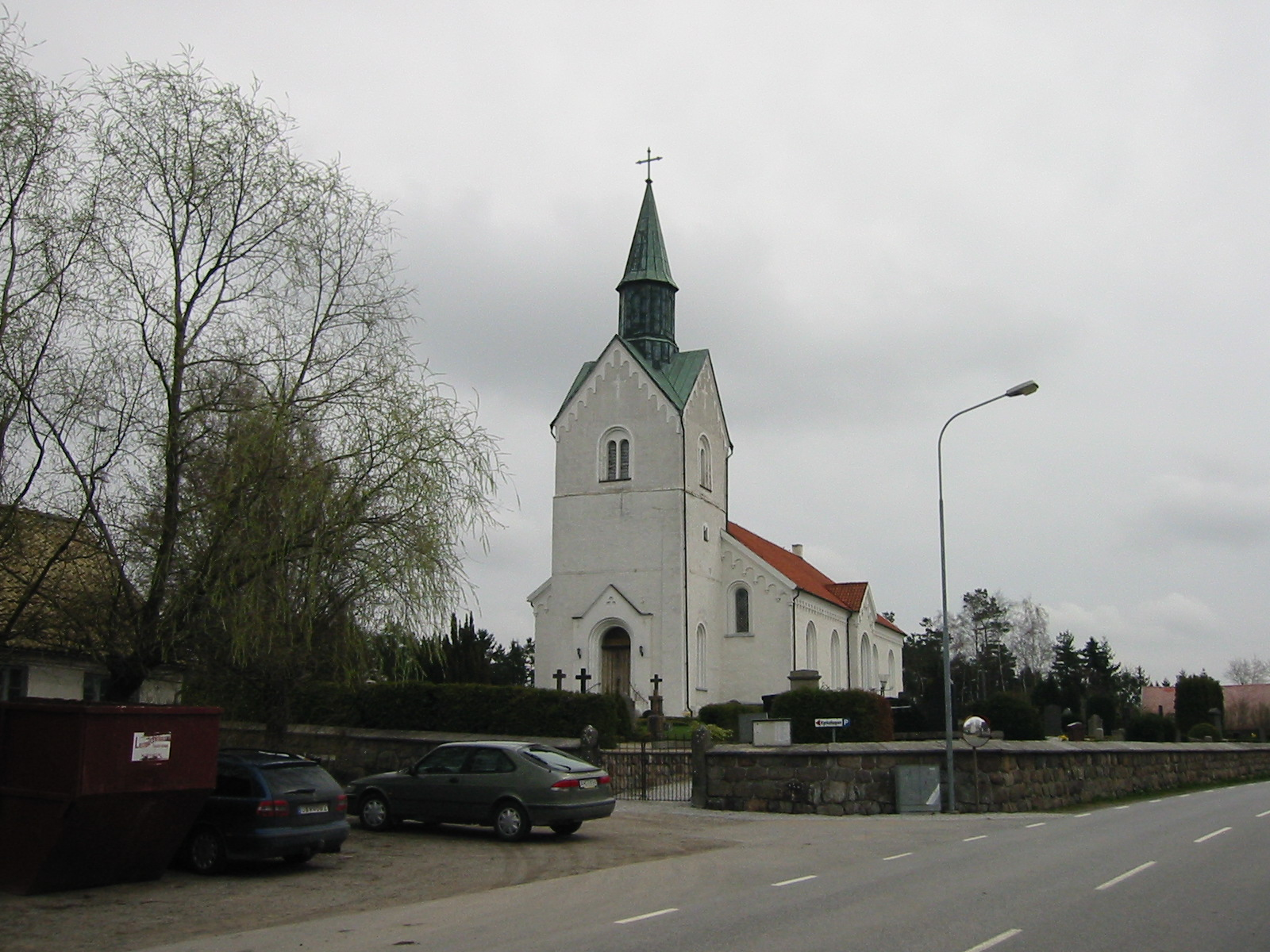
Holmy kyrka från sydväst
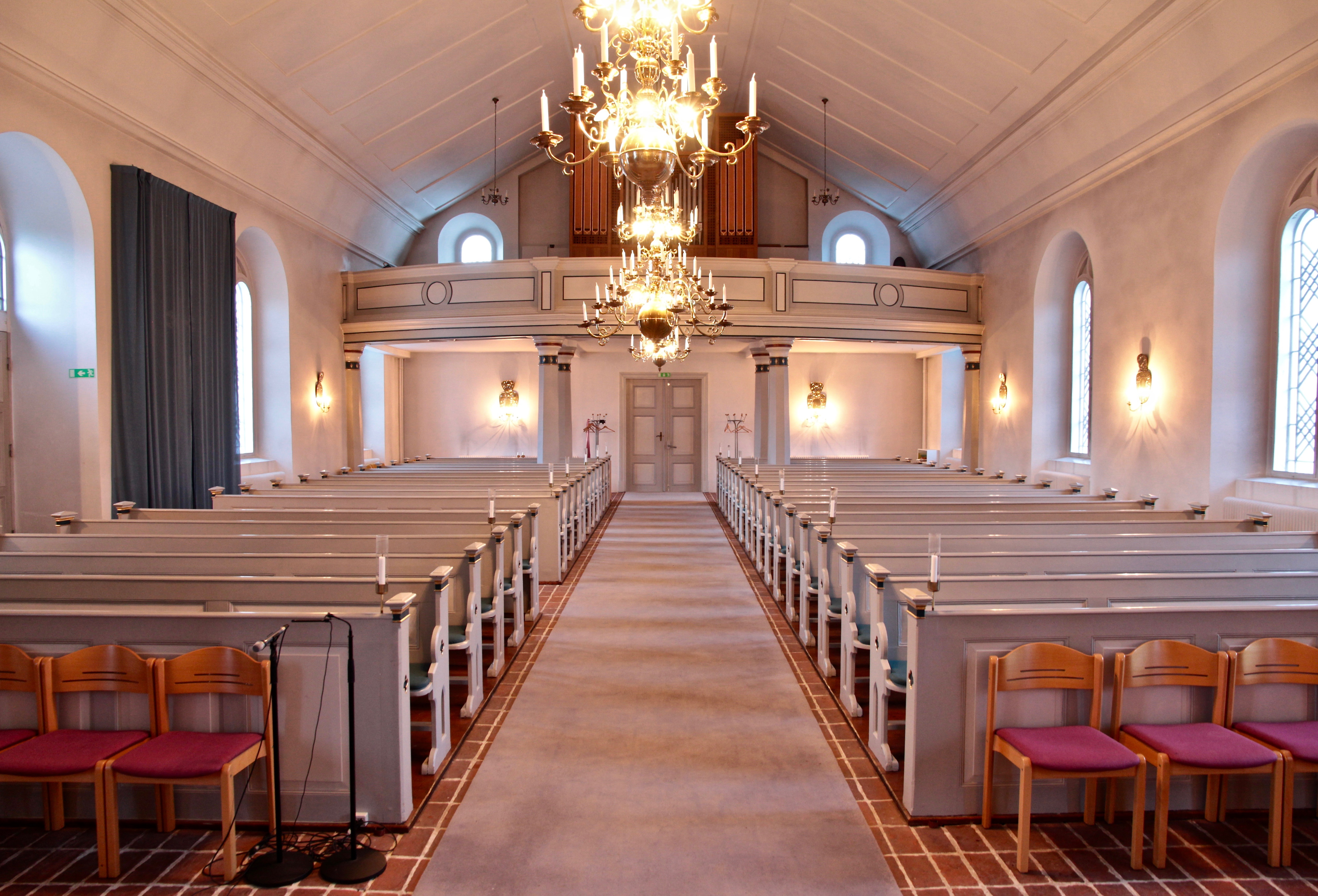
Kyrkorum mot väster
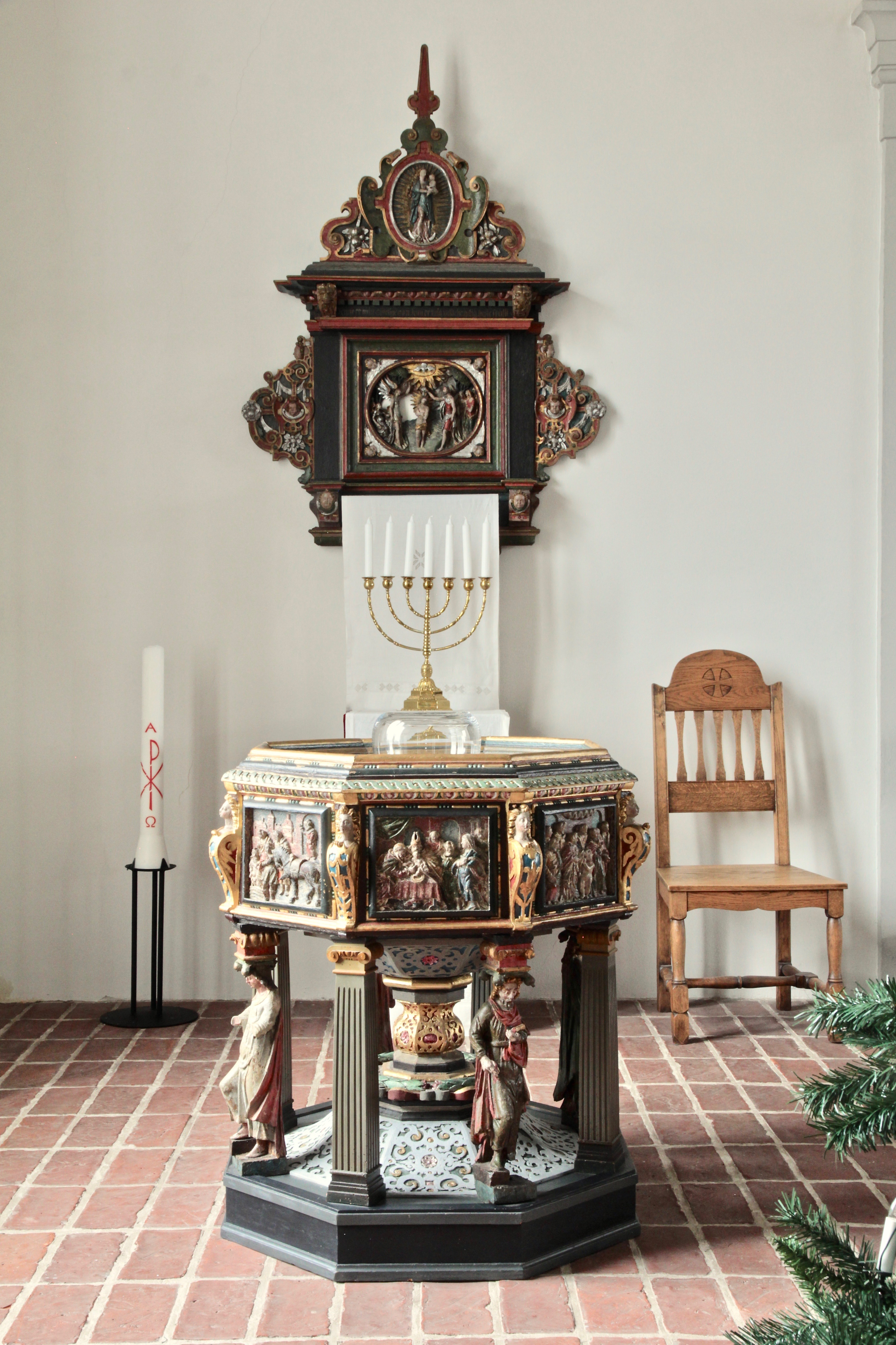
Dopfunten
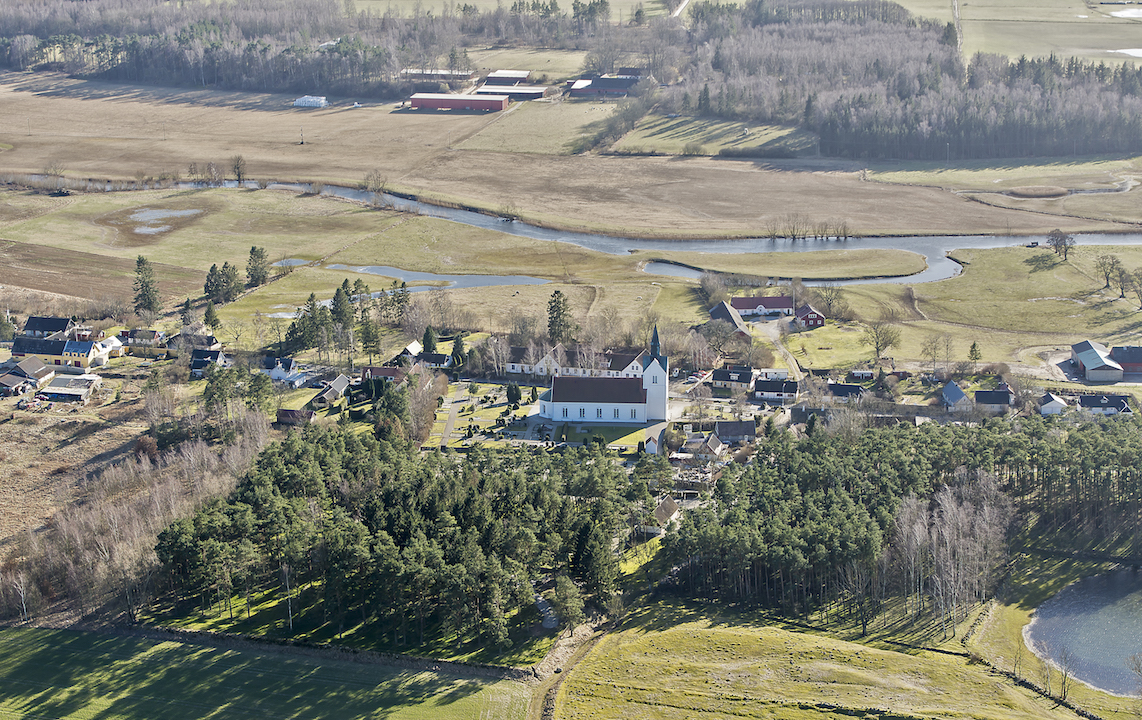
Kyrkomiljön